# 안인영
안인영(安仁英, 1956년~)은 대한민국의 과학자이다. 남극을 방문한 첫 번째 한국인 여성이며, 아시아 최초의 여성 남극 월동대장이자, 세종과학기지의 첫 번째 여성 월동(越冬) 대장이기도 하다. 해저 생태학자로서, 현재 대한민국 극지연구소의 책임 연구원으로 일하고 있다.

## 어린 시절과 교육
안인영은 서울대학교 간호학과 졸업 후, 해양학과 학부 2학년 과정을 시작했다. 1982년 생물 해양학을 전공하여 서울대학교를 졸업하고, 1990년 뉴욕 주립 대학교 스토니 브룩 해양연구소에서 연안 해양학 박사 학위를 받았다. 1991년 7월 1일부터 극지연구소에서 연구를 시작하였다.

## 경력
1996년부터 2011년까지 세종과학기지에서 환경 감시를 수행하였으며, 세종 기지 근처에서 남극특별보호구역(Antarctic Specially Protected Area, ASPA)을 지정하기 위해 필요한 과학적 데이터를 얻기 위한 현장 조사를 실시하였다. 월동 대장이 되기 전인 1997년부터 2014년까지 남극조약협의당사국회의(Antarctic Treaty Consultative Meetings) 환경보호위원회에서 정부 대표를 지냈다. 2010년 5월부터 2012년 6월까지 극지연구소의 부소장으로 재임하였으며, 2010년부터 2011년까지 한국해양학회 부회장을, 2014년부터 2015년까지 한국여성과학기술단체총연합회 부회장을 역임하기도 하였다. 남극세종과학기지 제28차 월동연구대장으로서 2014년 11월 24일부터 2015년 12월 31일까지 약 13개월 간 남극 세종 기지의 월동 조사 팀의 대장으로 활동하였다.

## 같이 보기
- 이홍금